# فيرن جاردنر
فيرن جاردنر (بالإنجليزية: Vern Gardner)‏ مواليد 14 مايو 1925 في أفتون - الوفاة 26 أغسطس 1987، كان مدرب كرة سلة أمريكي ولاعب. بدأ مسيرته الاحترافية في سنة 1949. تم اختياره من قبل فريق غولدن ستايت ووريورز خلال الدرافت. حمل الرقم 12. بلغ طوله 6 قدم 5 بوصة (2.0 م). اعتزل اللعب في 1952.

## روابط خارجية
- فيرن جاردنر على موقع إن بي أي (الإنجليزية)
- فيرن جاردنر على موقع سبورتس رفرنس (الإنجليزية)
- فيرن جاردنر على موقع كلية كرة السلة في سبورتس رفرنس.كوم (الإنجليزية)
- فيرن جاردنر على موقع ريلجم (الإنجليزية)
- فيرن جاردنر على موقع بروبوليرز (الإنجليزية)